# Аркас-дель-Вільяр
Аркас-дель-Вільяр (ісп. Arcas del Villar) — муніципалітет в Іспанії, у складі автономної спільноти Кастилія-Ла-Манча, у провінції Куенка. Населення — 1354 особи (2010).
Муніципалітет розташований на відстані близько 140 км на схід від Мадрида, 9 км на південь від Куенки.
На території муніципалітету розташовані такі населені пункти: (дані про населення за 2010 рік)
- Аркас: 1279 осіб
- Вільяр-дель-Сас-де-Аркас: 75 осіб

## Демографія
Динаміка населення (INE ):

## Галерея зображень

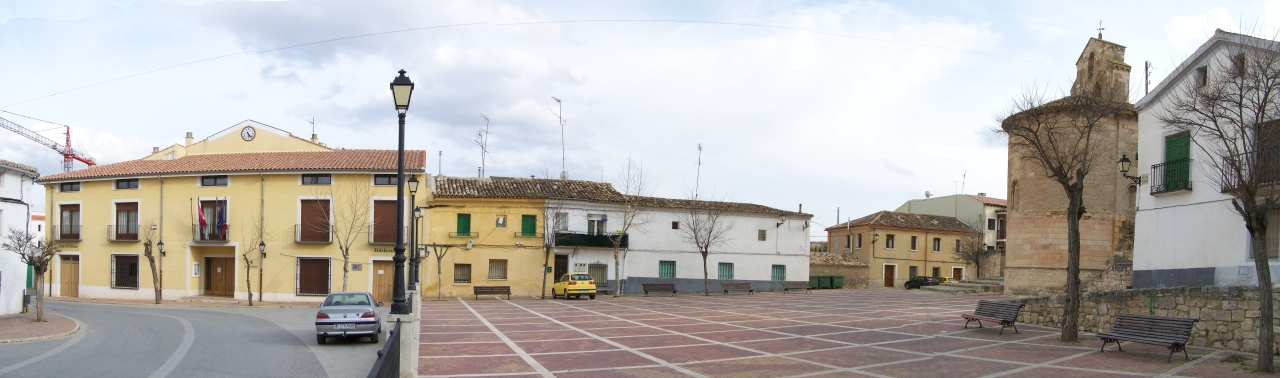
Центральна площа і муніципальна рада
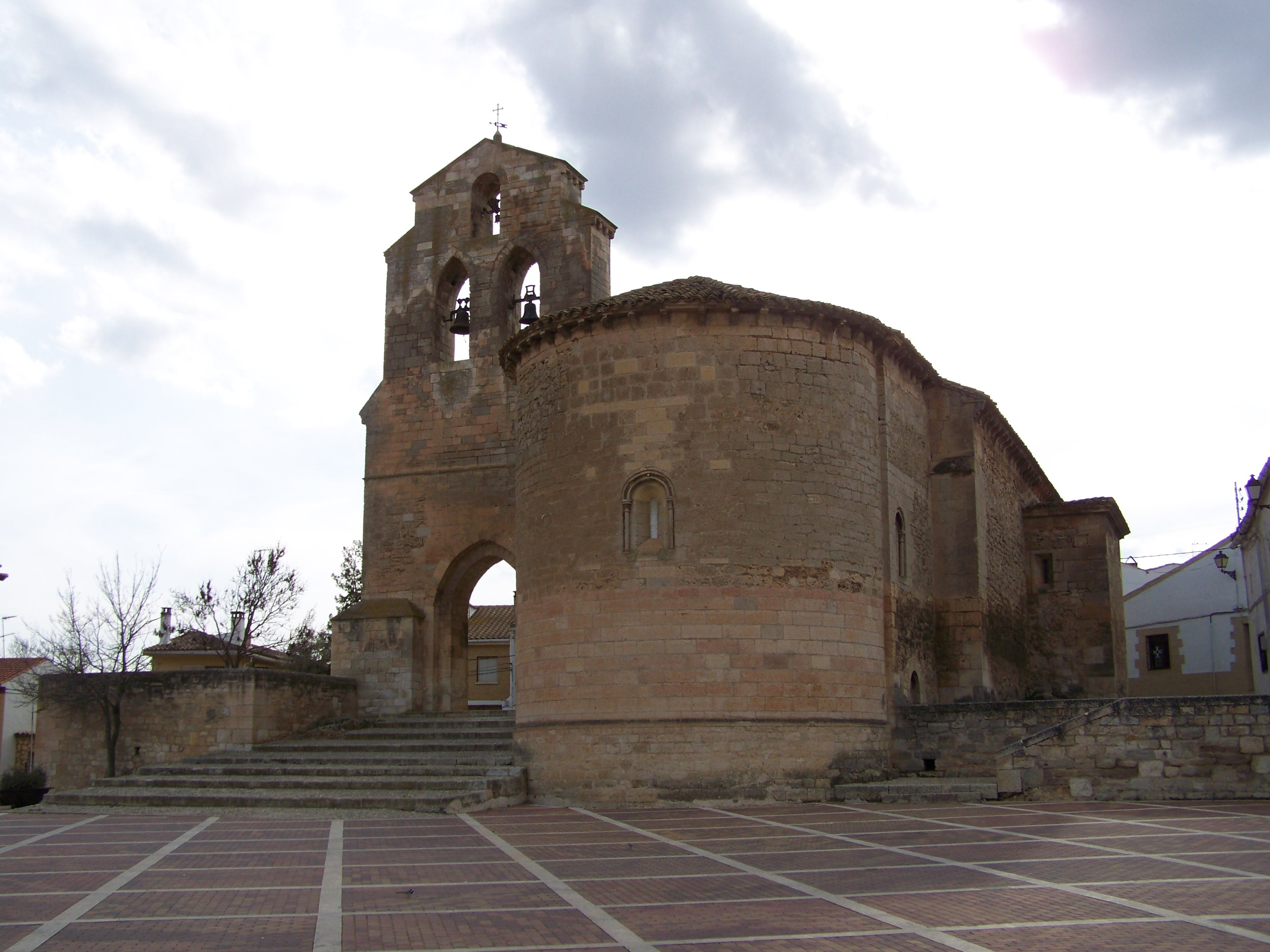
Нуестра-Сеньйора-де-ла-Натівідад (XIII століття)